# أبو بكر عبد الغفار بن محمد الشيروي
أبو بكر عبد الغفار بن محمد بن الحسين بن علي بن شيرويه بن علي بن الحسن الجنابذي الشيروي ويُكنى أبا إِسْحَاق تاجر ورحالة وشيخ ومحدث من رواة الحديث وكَانَ حافظاً للفقه ولد سنة أربع عشرة وأربعمائة في ذي الحجة بقرية كونابذ التي عربت فقيل لها جنابذ في قهستان وهو من أهل قرطبة وولي أحكامَ الشرطة للأمير الأندلسي محمد بن عبد الرحمن.

## شيوخه
سمع وهو ابن ستة أعوام من القاضي أبي بكر الحيري ، وأبي سعيد الصيرفي ، وهو خاتمة أصحابهُما ، وعبد القاهر بن طاهر الأصولي ، ومحمد بن إبراهيم المزكي ، والقدوة فضل الله بن أبي الخير الميهني وجماعة أخرى.
وسمع من أبيه محمد بن الحسين الشيروي، ومن أبي حسان المزكي ، وأحمد بن محمد بن الحارث النحوي ، وأجاز لمن أدرك حياته وسمع أيضاً من أبي عبد الله بن باكويه.

## تلاميذه
حدث عنه أبو بكر السمعاني ، وولده الحَافِظ أبو سعد حضوراً ، وأبو الفتوح الطائي ، وعبد الرحيم الحاجي ، وعبد المنعم بن عبد الله الفراوي ، وخلق ، وبالإجازة : ذاكر بن كامل الخفاف ، وأبو المكارم اللبان.

## رحلاته
رحل إليه من البلاد وله رحلة إلى المشرق ، لقي فيها عَليّ بْن سَعِيد ، وعبد الملك بْن هشام ، صاحب المشاهد ، ومُطَرِّف بْن عَبْد الله ، صاحب مالك بْن أَنَس.
وقَد ارتحل إلى أصبهان ، وكان يتجر إلى البلاد مُضاربة ، ثم كبر وإنقطع لِتسميع الحديث ، وكان مُكثراً ، ألحق الأحفادَ بِالأجدادَ ، وبعد صيته ، وسمع منه من دب ودَرج، ولَم تتغير حواسه ، بل ضعف بصره.
وله كِتاب مؤلَّف فِي تفسير القرآن.

## مكانته عند العلماء
- قال عنه الذهبي :(الشيخ الصالح ، العابد المُعمر ، مُسند العصر أبو بكر عبد الغفار بن محمد بن الحسين بن علي بن شيرويه بن علي الشيروي النيسابوري التاجر ).
- قال عنه السمعاني :( كان شيخاً صالِحاً عابِداً مُعمِراً ).
- قال عنه الفضل بن عبد الواحد الأصبهاني :(سمعت الرئيس الثقفي يقول : لا جاء الله من خراسان بأحد إلا بأبي بكر الشيروي ، فإنه أخيرهم ، وأنفعهم ).

## وفاته
توفي في ذي الحجة سنة عشر وخمسمائة وقد استكمل ستاً وتسعين سنة وقيل تُوُفِّيَ فِي شهر رمضان سنة تسع وأربعينَ ومائتين.